# محمدآباد سرچشمه براشک
محمدآباد سرچشمه براشک، روستایی از توابع بخش قلندرآباد شهرستان فریمان در استان خراسان رضوی ایران است.
این روستا از نعمت گاز برحوردار نیست.پیرمرد ۷۴ ساله روستا(رضا حسین زاده اره کمری ) به واسطه تجربه زیسته خاص قهرمان نمایش نامه هفت آسیاب به قلم آقای حسن صادقی یونسی است.ماجرا به سالهای بسیار دور بر می گردد که وی برای گردآوری هیزم رفته است و بخاطر برف به درون غار کوچکی پناه می برد...مدتی در غار بیهوش بوده است و سایر ماجرا ها...

## جمعیت
این روستا در دهستان سفیدسنگ قرار دارد و براساس سرشماری مرکز آمار ایران در سال ۱۳۸۵، جمعیت آن ۸۸ نفر (۲۱خانوار) بوده‌است.